# Harvey D. Williams
Harvey D. Williams (* 1864 in Shaftsbury, Connecticut; † 9. März 1931 in Meriden, Connecticut) war ein amerikanischer Ingenieur und Erfinder.
Von 1890 bis 1898 war er Dozent an der Cornell University. 1905 entwickelte er zusammen mit Reynold Janney ein hydrostatisches Getriebe in Axialkolbenbauart, bei dem erstmals Mineralöl als Übertragungsmedium zum Einsatz kam und begründete damit die Ölhydraulik.
1919 erhielt er die Howard N. Potts Medal des Franklin Institute von Philadelphia.
William starb am 9. März 1931 im Alter von 66 Jahren.